# Margot Bailet
Margot Bailet, född den 25 juli 1990 i Nice, är en fransk alpin skidåkare.
Sin första världscuptävling gjorde hon 2009 i Tarvisio i Italien. Bailet har deltagit i världsmästerskapen 2011 och 2015. Hon gjorde sin världscupdebut den 8 januari 2012, och avslutade sin elitkarriär 2019. Hon har därefter fortsatt arbeta som tränare vid idrottsklubben Val d'Isère.